# CKハチソン・ホールディングス
CKハチソン・ホールディングス株式会社（CK Hutchison Holdings Limited）は香港を拠点とし、ケイマン諸島に登記されている多国籍コングロマリット。この会社は、長江実業とその主要な関連会社であるハチソン・ワンポアの合併により、2015年3月に設立された。 